# غاريث بيني
غاريث بيني (بالإنجليزية: Gareth Penny)‏ هو شخصية أعمال ورئيس مجلس الإدارة جنوب أفريقي، ولد في 24 ديسمبر 1962 في جنوب أفريقيا.